# 塔爾福克 (肯塔基州)
塔爾福克（英語：Tar Fork）是位於美國肯塔基州布雷肯里奇縣的一個非建制地區。

## 地理
塔爾福克所處的海拔為高於海平面210米（即689英呎），而該地所採用的時區為UTC-6，即北美中部時區（CST）。同時該地設有夏令時間，為UTC-6調快一小時，即UTC-5（CDT）。